# Gesellschaft für Didaktik der Chemie und Physik
Die Gesellschaft für Didaktik der Chemie und Physik e. V. (GDCP) ist eine wissenschaftliche Gesellschaft in Deutschland mit Sitz in Kiel. Sie wurde am 25. September 1973 in Göttingen, als ein Zusammenschluss von Fachdidaktikerinnen und Fachdidaktikern der Chemie und Physik an Hochschulen und Studienseminaren, gegründet. Ziel war es, Forschung und Entwicklung im eigenen Fach regelmäßig und systematisch der Fachöffentlichkeit vorzustellen und kritisch zu diskutieren.
Die GDCP setzt sich für die Förderung von Forschung, Lehre und Entwicklung der Didaktiken in den Naturwissenschaften und des Sachunterrichts in Zusammenarbeiten mit interessierten Gruppen ein. Die spezifischen Aufgabenbereiche der GDCP sind die Chemiedidaktik und die Physikdidaktik.

## Überblick und Struktur

Mitgliederzahlen der GDCP bis 2022

Die Gesellschaft hat mehr als 750 Mitglieder (Stand 2022). Die Mitglieder setzen sich aus Wissenschaftlerinnen und Wissenschaftlern des fachdidaktisch-pädagogischen Bereichs sowie Schullehrkräften der Fächer Chemie, Physik und Sachunterricht zusammen. Die Ziele der GDCP sind die Förderung von Forschung, Lehre und Entwicklung der Chemie- und Physikdidaktik. Insgesamt soll dadurch die Qualität und Effektivität des Chemie- und Physikunterrichts gesteigert werden.
Weiter ist die GDCP Mitglied der „Gesellschaft für Fachdidaktik“ (GFD). In ihrer fachdidaktischen Landkarte stellt die GDCP die Standorte der verschiedenen Physik-, Chemie- und Sachunterrichtsdidaktiken im deutschsprachigen Raum dar. Dieses Angebot ist ähnlich zur interaktiven Landkarte Fachdidaktik Chemie der „Fachgruppe Chemieunterricht der GDCh“ (FGCU).

### Geschäftsstelle
Die GDCP unterhält eine Geschäftsstelle in Essen, Schützenbahn 70; Geschäftsführerin ist Helena van Vorst.

### Zweck der Gesellschaft für Didaktik der Chemie und Physik
- Darstellung und Diskussion von Forschungsergebnissen zur Didaktik der Naturwissenschaften und Technik in allen Bildungsbereichen.
- Mitarbeit bei der Entwicklung und Erprobung neuer Curricula in allen Bereichen der naturwissenschaftlichen und technischen Bildung.
- Förderung und Entwicklung neuer Elemente in der Aus-, Fort- und Weiterbildung von Chemie- und Physiklehrerkräften.[2]

### GDCP Stiftung
Die GDCP-Stiftung wurde 2012 von Fachdidaktikerinnen und Fachdidaktikern der Chemie und Physik als Gemeinschaftsstiftung gegründet. Die Stiftung der GDCP unterstützt Doktorierende bei Forschungsprojekten in den MINT-Fächern Physik und Chemie.

### Nachwuchsförderung
Neben der GDCP-Stiftung existieren weitere Initiativen und Maßnahmen, die sich mit der Förderung von Nachwuchswissenschaftlerinnen und Nachwuchswissenschaftlern befassen. Solche Maßnahmen sind z. B. die Anhörung von Nachwuchsvertreterinnen und Nachwuchsvertretern im Vorstand der Gesellschaft zu spezifischen Themen und die jährliche Durchführung eines Doktorierendenkolloquiums. Darüber hinaus werden Unterstützungen für Doktorierende und promovierte Nachwuchswissenschaftlerinnen und Nachwuchswissenschaftler angeboten. Im Rahmen der GDCP-Jahrestagung werden Workshops durchgeführt, die sich primär an den wissenschaftlichen Nachwuchs richten und in denen für diesen relevante Themen behandelt werden, wie bspw. das Schreiben eines Abstracts oder eines wissenschaftlichen Artikels.
Der wissenschaftliche Nachwuchs der GDCP hat einen eigenen Podcast mit dem Titel „NICHT im Fachraum essen!“.

### Fachzeitschriften
Seit Anfang 2014 ist die Zeitschrift für Didaktik der Naturwissenschaften (ZfDN) die gemeinsame Zeitschrift der GDCP und der „Fachsektion Didaktik der Biologie im VBIO“ (FDdB). Das erste Heft dieser Zeitschrift erschien bereits im Jahr 1995.
Die ZfDN ist eine wissenschaftliche Zeitschrift, die sich mit der Didaktik der naturwissenschaftlichen Fächer wie Biologie, Chemie und Physik befasst. Dazu gehören auch die Randgebiete in Schule und Hochschule sowie der naturwissenschaftliche Anteil des Sachunterrichts in der Grundschule. In dieser Zeitschrift werden empirische und theoretische, wissenschaftliche Arbeiten aus dem genannten Bereich veröffentlicht. Die Beiträge können in deutscher oder englischer Sprache verfasst werden.

### Tagungen
Die GDCP veranstaltet nationale Tagungen.

#### Jahrestagung
Auf der Jahrestagung der GDCP werden aktuelle Forschungs- und Entwicklungsergebnisse zur naturwissenschaftlich-technischen Bildung mit internationaler Beteiligung präsentiert. Dabei stehen Probleme, Ergebnisse und Methoden der fachdidaktischen Forschung sowie der Lehrkräfteaus-, -fort- und -weiterbildung im Mittelpunkt. In Plenarveranstaltungen, Gruppenvorträgen, Postern, Workshops und Diskussionen werden Informationen ausgetauscht. Die Jahrestagungen stehen jeweils unter einem bestimmten Thema. So lautet das Thema der Jahrestagung 2024 „Lernen, Lehren und Forschen im Schülerlabor“. Die öffentliche Veranstaltung wurde von nahezu allen Bundesländern als Maßnahme der Lehrkräftefortbildung anerkannt. Tagungsbände zu den Jahrestagungen werden seit 1988 als Printausgabe herausgegeben, seit 2012 erscheinen die Tagungsbände digital.

#### Schwerpunkttagung
Schwerpunkttagungen finden unregelmäßig auf Initiative der GDCP-Mitglieder statt. Die Schwerpunkttagungen beleuchten jeweils spezifische zentrale Konzepte des naturwissenschaftlichen Unterrichts. Die Schwerpunkttagung 2024 beleuchtet zentrale Konzepte des naturwissenschaftlichen Unterrichts im Hinblick auf das Experimentieren und das naturwissenschaftlich-praktische Arbeiten.

#### Doktorierendenkolloquium
Das Doktorierendenkolloquium findet jährlich statt. Es dient der Vorstellung und Beratung von Promotionsarbeiten in einem frühen Stadium. Das Kolloquium stellt eine Beratungstagung für Promovierende dar, in deren Verlauf offene Fragen und Bedürfnisse der Teilnehmenden aufgegriffen werden. Das Ziel besteht darin, den Teilnehmenden möglichst viel Feedback und Hilfestellung für die weitere Arbeit an ihrem Promotionsprojekt zu geben. Die Beratung von Promotionsarbeiten kann in zwei verschiedenen Formaten in Anspruch genommen werden. Zum einen besteht die Möglichkeit, einen Vortrag über das eigene Projekt mit anschließender Diskussion darüber zu halten. Zum anderen kann eine Projektberatung in einer Kleingruppe stattfinden. Es soll zur Qualitätssicherung in Forschung und Entwicklung beitragen.

## Preise
Die Gesellschaft für Didaktik der Chemie und Physik vergibt die folgenden Preise:
- GDCP Ehrenmedaille, für langjährige hervorragende Leistungen auf dem Gebiet der Didaktik der Chemie und Physik[19]
- GDCP Nachwuchspreis, für eine besonders hervorragende Dissertation oder Habilitationsschrift auf dem Gebiet der Chemiedidaktik oder der Physikdidaktik[20]
- GDCP Preis, für den besten Zeitschriftenbeitrag, für hervorragende, in Fachzeitschriften publizierte Artikel aus der Didaktik der Chemie und Physik sowie der Didaktik des naturwissenschaftlichen und technischen Sachunterrichts[21]
- GDCP Posterpreis, für besonders gelungene Beiträge in Postersessions oder Postersymposien der Jahrestagung.

## Vorstandssprechende und Geschäftsführende der GDCP seit 1973
| Vorstandssprechende | Geschäftsführende |
| --- | --- |
| - 1973–1976 Wolfgang Bleichroth, Universität Göttingen - 1976–1980 Klaus Weltner, Universität Frankfurt a. M. - 1980–1984 Helmut Schmidt, Universität Köln - 1984–1990 Rainer Götz, Pädagogische Hochschule Freiburg - 1990–1996 Helmut Dahncke, Universität Kiel - 1996–2001 Lutz Schön, Humboldt-Universität Berlin - 2001–2005 Elke Sumfleth, Universität Duisburg-Essen - 2005–2011 Horst Schecker, Universität Bremen - 2011–2015 Ilka Parchmann, IPN Kiel - 2015–2019 Karsten Rincke, Universität Regensburg - 2019–2023 Stefan Rumann, Universität Duisburg-Essen - seit 2023 Andreas Borowski, Universität Potsdam | - 1973–1977 Helmut Dahncke - 1977–1981 Hermann Härtel - 1981–1985 Helmut Mikelskis - 1985–1991 Klaus-Hartmut Wiebel - 1991–1996 Helga Behrendt - 1996–2001 Renate Brechel - 2001–2005 Anja Pitton - 2005–2011 Dietmar Höttecke - 2011–2015 Sascha Bernholt - 2015–2019 Christian Maurer - 2019–2022 Sebastian Habig - seit 2022 Helena van Vorst |

## Bedeutende Daten für die GDCP
Im Folgenden sind einige wesentliche Daten zur GDCP aufgeführt. Sie beziehen sich in der Regel auf die erstmaligen Durchführung in der GDCP.:33
- 1973: erste Jahrestagung in Göttingen mit Gründung der GDCP
- ca. 1988: erste GDCP-Schwerpunkttagung der „AG Sek. II in der GDCP“ (damals noch „Zwischentagung“ genannt)
- 1992: erstes GDCP-Doktorandenseminar in Kiel
- 1993: Gründung des Arbeitskreises „Wissenschaftlicher Nachwuchs in der GDCP“
- 1993: erste Verleihung der GDCP-Ehrenmitgliedschaft an W. Bleichroth
- 1994: erste Verleihung des GDCP-Nachwuchspreises an St. Wirth und M. Lichtfeld
- 2007: erste gemeinsame GDCP-Jahrestagung mit dem Fachverband Didaktik der Biologie
- 2008: erste Verleihung der Ehrenmedaille der GDCP an R. Duit
- 2012: Gründung der „GDCP-Stiftung zur Förderung des wissenschaftlichen Nachwuchses“
- 2013: Zeitschrift für Didaktik der Naturwissenschaften wird Vereinszeitschrift (gemeinsam mit dem FDdB)
- 2022: erste Verleihung des GDCP-Paper-Preises an D. Schiering, St. Sorge und K. Neumann
- 2023: 50. Jahrestag der Gründung der GDCP

## Geschichte
Die Gründung der GDCP geht auf Aktivitäten aus den Pädagogischen Hochschulen zurück. Dies gilt zum einen für die handelnden Personen, denn früher war die Lehrkräftebildung auf die Pädagogischen Hochschulen und die Universitäten aufgeteilt, wobei die Fachdidaktik in der Gymnasiallehrkräftebildung, für die ausschließlich die Universitäten zuständig waren, kaum eine Rolle spielte. An den Pädagogischen Hochschulen hingegen spielte die Fachdidaktik in der Ausbildung der Primar- und Sekundarlehrkräfte eine wichtige Rolle. Zum anderen ist dies auch darauf zurückzuführen, dass sich die Fachdidaktikerinnen und Fachdidaktiker an den damaligen Deutschen Pädagogischen Hochschultag anschlossen, der alle drei Jahre stattfand. Dieser Pädagogische Hochschultag wurde allerdings von Pädagogen organisiert und auch betreut, und die Fachdidaktikerinnen und Fachdidaktiker konnten daran teilnehmen und nur ein kleines Treffen organisieren. Daraus entstanden Ideen und Pläne für eine eigene Fachdidaktiktagung, die dann jährlich stattfand. Die erste eigene Tagung mit eigenständigem Programm und eigenständiger Organisation fand 1969 in Heidelberg statt, an der damals nur Physikdidaktikerinnen und -didaktiker teilnahmen. Im Laufe der Zeit kamen auch Chemiedidaktikerinnen und -didaktiker hinzu. Zur Tagung in Königstein 1972 erschien der erste Tagungsband, dessen Umschlag bereits in der späteren GDCP-Farbe Orange gehalten war. Ein erster Satzungsentwurf für die GDCP wurde auf der Tagung 1972 in Königstein im Abschlussplenum diskutiert, aber noch nicht beschlossen. Ein modifizierter Satzungsentwurf wurde auf der Tagung 1973 in Göttingen weiter diskutiert. So wurde die GDCP 1973 auf der Tagung in Göttingen durch Satzungsbeschluss gegründet. Die Eintragung in das Vereinsregister beim Registergericht Kiel erfolgte am 25. September 1973.
In den 80er Jahren wurde die „Arbeitsgemeinschaft für Didaktik der Naturwissenschaften und Mathematik“ (AFNM) unter aktiver Mitwirkung der GDCP gegründet. Ein Beschluss der Mitgliederversammlung der GDCP im Jahr 1991 führte zum ersten Positionspapier zu Berufungskriterien für fachdidaktische Professuren, das 1994 von der AFNM verabschiedet wurde. In den 1990er Jahren arbeitete die GDCP an der Vernetzung der Fachdidaktiken. Aus der AFNM ging 1995 die „Konferenz der Vorsitzenden Fachdidaktischer Fachgesellschaften“ (KVFF), aus der später die „Gesellschaft für Fachdidaktik“ (GFD) wurde. Die inhaltliche Arbeit der GFD wurde von Vertreterinnen und Vertretern der GDCP mitbestimmt.
Nach der deutschen Wiedervereinigung fand die erste Doktorierendentagung 1992 in Kiel statt. In der DDR gab es bereits seit Jahren eine solche Veranstaltung, deren Arbeitsweise die ersten Doktorierendentagungen der GDCP prägten.
Auf der Mitgliederversammlung 2010 in Potsdam wurde die Gründung der Stiftung beschlossen. Horst Schecker und Dietmar Höttecke als Geschäftsführer erarbeiteten daraufhin die Satzung und warben um finanzielle Mittel. Im Juni 2012 wurde die Stiftung gegründet. Inzwischen hat die Stiftung über 15.000 Euro an finanziellen Fördermitteln ausgeschüttet, unter anderem für den GDCP-Nachwuchspreis.